# Herbert Dorfmann

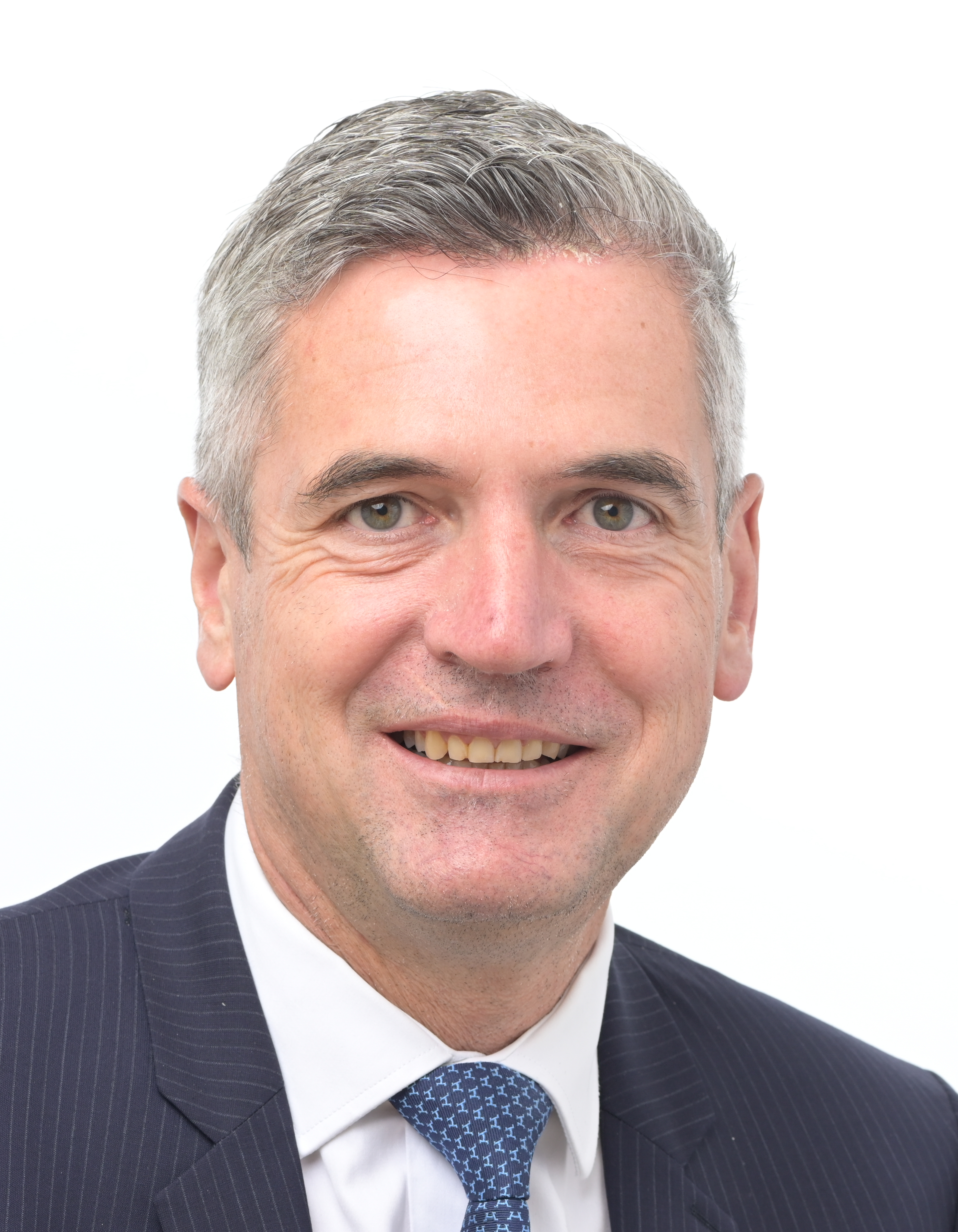
Herbert Dorfmann (2024)

Herbert Dorfmann (* 4. März 1969 in Brixen, Südtirol, Italien) ist Agronom und Mitglied des Europäischen Parlaments für die Südtiroler Volkspartei (SVP).

## Leben
Dorfmann absolvierte nach seiner Schulzeit ein Studium der Agrarwissenschaften an der Università Cattolica del Sacro Cuore in Piacenza, das er mit der laurea in scienze e tecnologie agrarie abschloss. Nach einiger Zeit als Lehrer an der Landwirtschaftsschule in Auer übernahm er die Leitung der Abteilung für Landwirtschaft in der Handelskammer in Bozen. Als Direktor des Südtiroler Bauernbundes führte er anschließend fast zehn Jahre lang den Verband.
Von 2005 bis 2009 war Herbert Dorfmann Bürgermeister seiner Heimatgemeinde Feldthurns (Südtirol). Im selben Zeitraum hatte er das Amt des Generalsekretärs der Vereinigung der Weinregionen Europas (AREV) inne.

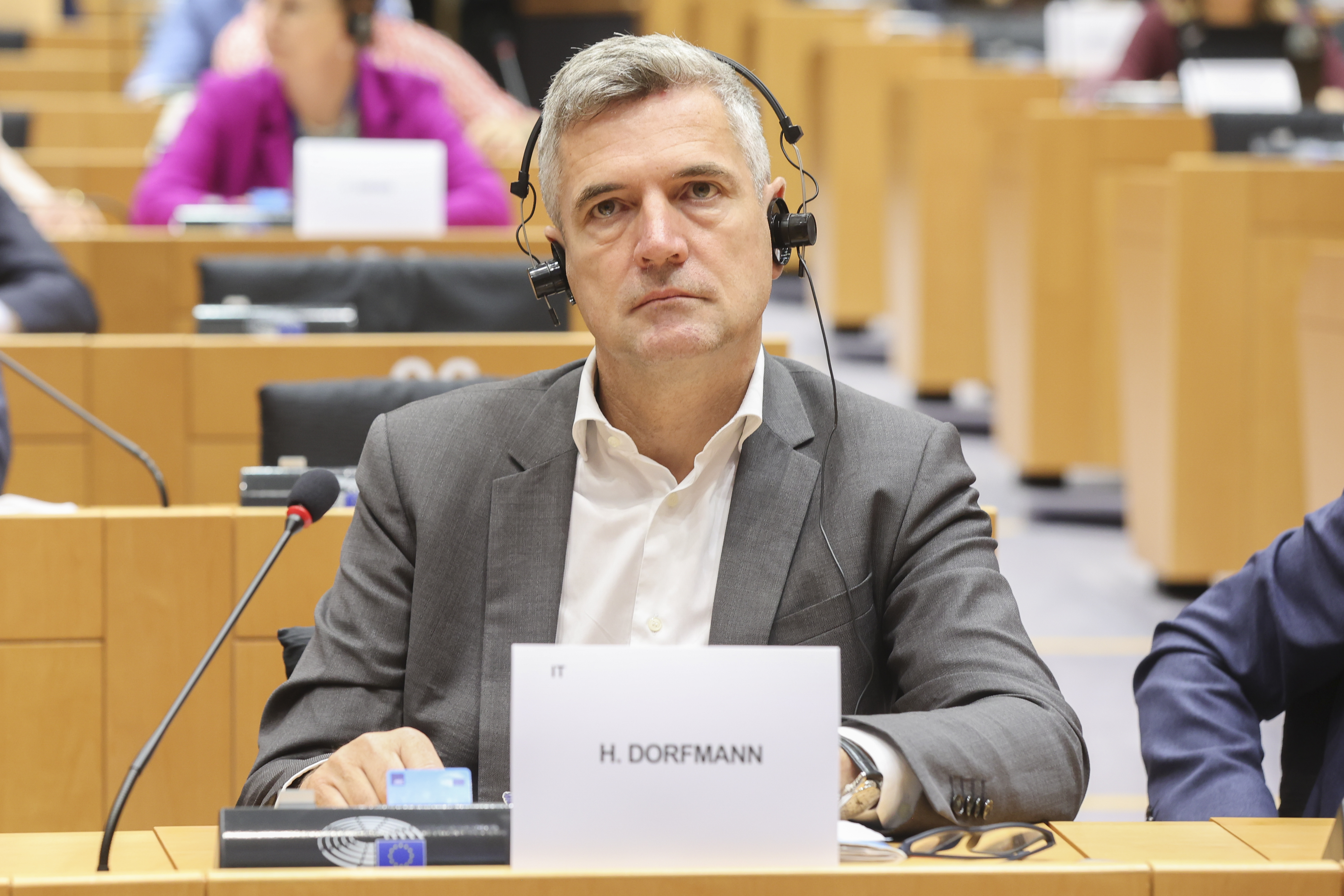
Herbert Dorfmann (2024)

Bei der Europawahl im Juni 2009 zog Dorfmann mit 84.361 Vorzugsstimmen in das Europäische Parlament ein, wo er Mitglied der Fraktion der Europäischen Volkspartei (Christdemokraten) wurde. Im Parlament war er unter anderem Mitglied im Ausschuss für Landwirtschaft und ländliche Entwicklung (AGRI) und Vorstandsmitglied der Europäischen Volkspartei (EVP). Auf lokalpolitischer Ebene wurde Dorfmann 2009 zum Bezirksobmann der SVP im Eisacktal gewählt.
Bei der Europawahlen 2014 gelang ihm ein zweites Mal der Einzug in das Europäische Parlament. Mit insgesamt 93.949 Vorzugsstimmen konnte er dabei sein persönliches Ergebnis verbessern, vor allem in den Nachbarprovinzen Südtirols konnten Stimmen dazugewonnen werden. Dorfmann wurde zudem Mitglied sowohl der italienischen als auch der österreichischen Delegation der EVP. Seit Oktober 2014 hatte Dorfmann das Amt des Präsidenten der Europäischen Parlamentarischen Gesellschaft (EPG) inne. Anfang 2015 wurde er einstimmig zum Präsidenten der parlamentarischen Intergruppe Wein, Spirituosen und Qualitätslebensmittel gewählt. Seit seinem Einzug ins Europäische Parlament war er Teil verschiedener Delegationen wie zum Beispiel für die parlamentarische Kooperation EU-Kasachstan, EU-Kirgisistan, EU-Usbekistan und EU-Tadschikistan sowie für die Beziehungen zu Turkmenistan und der Mongolei.
Im Rahmen der Europawahl 2019 konnte Dorfmann mit 100.441 Vorzugsstimmen zum dritten Mal ein Mandat für das Europäische Parlament erringen. Auch in seiner dritten Legislaturperiode war er Mitglied sowohl der italienischen als auch der österreichischen Delegation der EVP, zu dessen Koordinator er im Landwirtschaftsausschuss gewählt wurde. Er diente als stellvertretender Vorsitzender der Delegation in der Parlamentarischen Versammlung Europa-Lateinamerika, Mitglied der Delegation für die Beziehungen zu den Ländern der Andengemeinschaft, Stellvertreter im Haushaltsausschuss und im Ausschuss für regionale Entwicklung. Im Oktober 2019 wurde er als Präsident der Europäischen Parlamentarischen Gesellschaft (EPG) bestätigt.
Zur Europawahl 2024 trat Dorfmann erneut an; mit 80.173 Vorzugsstimmen konnte er wieder ins Europäische Parlament einziehen. Er ist in der 10. Legislaturperiode (2024–2029) Mitglied im Ausschuss für Landwirtschaft und ländliche Entwicklung und im Unterausschuss für Steuerfragen sowie stellvertretendes Mitglied im Ausschuss für Wirtschaft und Währung. Er ist zudem Mitglied der Delegation in der Parlamentarischen Versammlung Europa-Lateinamerika und in den Delegationen für die Beziehungen zu den Ländern des Mercosur und zur Volksrepublik China.
Dorfmann ist verheiratet und Vater zweier Söhne.